# Landelinus
Landelinus war ein spätantiker Metallhandwerker. Er war in der zweiten Hälfte des 6. Jahrhunderts wahrscheinlich im merowingischen Burgund tätig.
Landelinus ist heute nur noch von einer Signatur-Inschrift auf einer Gürtelschnalle bekannt. Diese ist aus Buntmetall gefertigt. Sie wurde bei Ausgrabungen auf dem frühmittelalterlichen Friedhof von Ladoix-Serrigny in der Region Bourgogne-Franche-Comté (Bourgogne), Département Côte-d’Or in einem Frauengrab gefunden. Das Bildfeld der Gürtelschnalle zeigt einen bewaffneten Reiter mit Begleittier und ein Kreuz über dem Kopf des Pferdes. Ein weiteres Kreuz steht vor dem Namen des Handwerkernamens. Die Inschrift nennt den Schöpfer zusammen mit einem Spruch:
Numen meint hier „die Gottheit“, also Jesus Christus, der auch der dargestellte bewaffnete Reiter ist. Da nicht wie etwa auf den von Achvinus und Maxo gefertigten Schnallen der Name eines Auftraggebers genannt ist, ist davon auszugehen, dass dies keine Auftragsarbeit war, sondern für den freien Verkauf geschaffen wurde. Die Aussicht auf 1000 Jahre Seelenheil ist damit als verkaufsfördernde Werbung zu verstehen. Der Name Landelinus ist germanisch, die von ihm verwendete Sprache indes war schon romanisch. Der Name sagt zu dieser Zeit über die Herkunft des Trägers nichts aus, auch von merowingerzeitlichen Münzmeistern dieser Zeit sind germanische Namen bekannt. Neben Landelinus, Maxo und Achvinus ist mit Siggiricus noch ein vierter Name eines Metallhandwerkers des 6./7. Jahrhunderts bekannt, der eine Gürtelschnalle als Hersteller signiert hatte.
Die Inschrift ist trotz der Kürze von historischer Bedeutung, da sie Rückschlüsse auf den Status von Landelinus zulässt. Dieser muss nach der Lex Burgundionum ein faber aerarius (Bronzegießer) gewesen sein. Diese durften auf eigene Rechnung Waren aus ihnen zur Verfügung gestelltem Material fertigen, standen aber in einem Abhängigkeitsverhältnis zu einem Herrn. Somit war Landelinus offenbar ein Unfreier, der zwar eigenständig arbeiten durfte, aber nicht freizügig leben konnte. Das eingeritzte Bild weist ihn nicht als Künstler, sondern als mäßig begabten Handwerker aus, der dennoch schreiben und lesen konnte und einigermaßen mit christlicher Symbolik vertraut war. Der Reiz seiner Werke für Käufer rührte dementsprechend wohl eher aus dem Zusammenspiel von Gegenstand, Bild sowie Schrift und Sprache her. Wo Landelinus genau lebte und arbeitete, ist bisher nicht sicher feststellbar.

## Einzelbelege
1. ↑  Übersetzung nach Joachim Werner

| Personendaten    | Personendaten                      |
| ---------------- | ---------------------------------- |
| NAME             | Landelinus                         |
| KURZBESCHREIBUNG | antiker römischer Toreut           |
| GEBURTSDATUM     | 5. Jahrhundert oder 6. Jahrhundert |
| STERBEDATUM      | 6. Jahrhundert oder 7. Jahrhundert |